# عبادة المخنث
عبادة المخنث
عَبّادة المخنث، بفتح العين وتشديد الباء، كان ببغداد، اشتهر بنوادره ومجونه، توفي في حدود سنة 250 ه‍. عرف بمنادمته للخليفة العباسي المتوكل. وهو أول من اورد كلمة خيال الظل حيث ذكر الشابشتي في كتابه الديارات مايلي:
«وقال دِعْبِل (لعبادة المخنَّث) يوماً: والله لأهجوَنَّك. قال: والله لو فعلتَ، لأخرِجَنَّ أمَّك في الخيال.»
ومن نوادره أيام فتنة خلق القرآن، زمن الخليفة المأمون، حيث دخل على المأمون فامتحنه بخلق القرآن فقال: يعظم الله أجرك، فقال: فيمن؟ فقال: في القرآن، فقال: القرآن يموت؟! فقال: أليس بمخلوق؟ من بقي يصلي بالناس التراويح، فقال: أخرجوه. ويحكى أنه كان في مجلس أُنس المتوكل ليلة قتل، فلما هجموا عليه بالسيوف وقتلوه، قام وزيره الفتح بن خاقان وألقى نفسه عليه وقال: يا أمير المؤمنين لا والله لا عشت بعدك، فقطعوه بالسيوف، فلما رأى ذلك عبادة انزوى وقال: يا أمير المؤمنين إلا أنا، إن لي بعدك أدواراً وأنزالاً أشربها، فضحكوا منه وتركوه.
ويقال ان سبب قتل المتوكل هو انه في أحد مجالس انسه وكان من جملة ندمائه عبادة المخنث كان يحضره في الطرب ويشد على بطنه تحت ثيابه مخدة، ويكشف رأسه وهو أصلع ويرقص بين يدي المتوكل، والمغنون يغنون:
يحكي بذلك علياً، والمتوكل يشرب ويضحك، ففعل ذلك يوما والمنتصر ابنه حاضر، فأومأ إلى عبادة يتهدده، فسكت خوفا منه، فقال المتوكل ما حالك فأخبره.
فقال المنتصر: يا أمير المؤمنين إن الذي يحكيه هذا الكلب ويضحك منه الناس هو ابن عمك وشيخ أهل بيتك وبه فخرك، فكل أنت لحمه إذا شئت، ولا تطعم هذا الكلب وأمثاله منه. فقال المتوكل: للمغنين غنوا جميعا.
فكان هذا من الأسباب التي استحل بها المستنصر قتل المتوكل.

## من نوادره
روي ان دخل عبادة المخنث يوماً إلى دار المتوكل، فرأى رطبة مطروحة فأكب ليأخذها، فرآه ابن للمتوكل صغير فأشار بإصبعه إلى استه وقال: يا عم من فتح لك هذه الكوة؟ فقال له عباده: الذي فتح لأمك اثنتين، فسمعه المتوكل فأمر بضرب عنقه، فهرب ولم يدر إلى أين يتوجه، فأخذ يهرب في الصحاري ومعه طبله ونايه، فلما أمعن في الصحراء خاف أن يدركه الطلب، فرأى غاراً مفتوحَاً فدخله وسد بابه بالحجارة، فلما صار إلى أقصاه وجد فيه أسداً عظيماً رابضَاً ففزع منه وهمّ الأسد أن يثب عليه، فما وسعه إلا أن ضرب الطبل، فلما سمعه الأسد فزع من صوته وهرب يريد الخروج، فوجد باب الغار مسدوداً فربض هناك خائفاً من صوت الطبل. فجعل عبادة تارة يضرب بالطبل، وتارة يزمر بالناي خوفاً من الأسد، ووافق ذلك قدومي من نزهة كنت خرجت إليها، فلما سمعت صوت الطبل والناي في الصحراء أنكرت ذلك، ثم تبعته حتى وقفت على باب الغار، وأمرت أن يفتح، فلما فتحوه خرج الأسد هارباً على وجهه، فخرج عبّادة وهو يبكي ويصرخ، ويقول: هذا دفعه إليّ أمير المؤمنين أعلّمه ضرب الطبل والغناء بالناي وشردته علي، فقلت له: أنا أرضي أمير المؤمنين، ولك علي ألف دينار، فقال: أخاف واللّه أن يضرب عنقي. فقلت له: أنا أستوهبه دمك، فقال: إن فعلت فقد رضيت. ثم أخذته معي، وأتيت به المتوكل، فلما دخلت عليه قلت: يا أمير المؤمنين، لي إليك حاجة، قال: وما هي؟ قلت: هب لي دم عبادة فأنا الذي أذنبت وليس هو، فقال: ما كانت نيتي إلا أن أضرب عنقه، وقد وهبته لك، فقبلت يده وقلت: أنا الذي أطلقت الأسد وما له ذنب، فلما سمع المتوكل ذكر الأسد سألني عن أصل القصة، فقلت له بما رأيت، وقلت أنّه زعم أن أمير المؤمنين أعطاه ذلك الأسد ليعلمه الطبل والغناء، فضحك المتوكل حتى فحص برجله الأرض وقال: خدعك واللّه يا فتح، إن الأصل كيت وكيت، وأنجزت لعبّادة الألف التي وعدته بها.
وجاء عن محمد بن نشيط انه قال: بلغني أنه كان لرجل على عَبّادة المخنث دين، فكان يتردد إليه كل يوم، فيقال: ليس هو في البيت، فغلّس عليه يوماً في الثلث الأخير، فدقَّ الباب فقيل: ليس هو ها هنا، فصاح الرجل واستغاث بالجيران. فلما اجتمعوا قال: يا معشر الناس، في الدنيا أحد ليس هو في بيته الساعة؟ فأشرف عليه عَبَّادة من طاق له قال: نعم يا بن الفاعلة، هو ذا أنت لست في بيتك الساعة.
وقال محمد بن عبد الرحمن بن فهم: تغذينا عند عياش ومعناه عبادة، فلما فرغنا جاء غلام بجام فيه لَوْزينج فقال له عياش: ضعها خلف الخيش، فقال له عبادة: وإيش فيها جُعلت فداك؟ قال: بظر أمك: فأعضني به.
قال أبو العيناء: قال المتوكل لعبَّادة: غنني صوتاًن فغناه، فاضطرب فقال: ما هذا؟ قال؛ يا سيدي غناء المخنثين كقراءة اليهود، قال:: وكيف ذاك؟ قال: «يُحَرَّفُونَ الكَلِمَ عَنْ مَوَاضِعِهِ». وقد جاء ذكر نوادره ومجونه في عدد من المصادر والتي اسهبت فيها، وجعلتها من نوادر المخنثين.

## وفاته
ذكر البخاري ان عبادة المخنث مات في شوال سنة خمسين ومئتين للهجرة.